# Acier duplex
Les aciers duplex sont des aciers inoxydables ayant une structure biphasée composée de ferrite complétée de 40 à 60 % d'austénite. Ils sont aussi désignés comme appartenant à la famille des aciers austéno-ferritiques. Leur solidification se fait d'abord en structure ferritique (ferrite delta) suivie d'une transformation partielle, en phase solide, en structure austénitique, certains (notamment dans le monde du soudage) préfèrent donc l'appellation ferrito-austénitiques. 

## Historique
Les aciers duplex ont été développés en Suède dans les années 1930 pour améliorer la tenue à la corrosion des équipements utilisés dans les procédés de fabrication du papier sulfurisé. Ces nuances ont été initialement créés pour lutter contre des problèmes de corrosion causés par la présence de chlore dans les eaux de refroidissement ainsi que d'autres constituants chimiques agressifs présents et véhiculés dans les fluides inhérents aux procédés de fabrication.
Dans les années 1970, le développement des champs de gaz et de pétrole de la Mer du Nord et les problèmes spécifiques de corrosion auxquels a été confrontée l'industrie offshore ont fait que de nouvelles nuances d'acier duplex ont été mises au point et très vite acceptées par les sociétés d'ingénieries.

## Composition chimique
Les aciers inoxydables duplex couvrent différentes nuances classées en fonction de leur composition chimique. Cette composition chimique basée sur une teneur élevée en chrome, nickel et molybdène améliore la résistance à la corrosion intergranulaire et par piqûres. La présence des deux phases de microstructure garantit une plus grande résistance aux piqûres et la fissuration par corrosion en comparaison avec les aciers inoxydables classiques.
La première génération de ces nuances d'aciers était basée sur des alliages de chrome, de nickel et de molybdène. Malgré leurs bonnes caractéristiques de résistance à la corrosion, le soudage provoquait une chute de leur ductilité (résilience) due à la présence massive de microstructure ferritique, ce qui en limitait l'usage à quelques applications spécifiques.
Les nouvelles nuances se caractérisent par l'ajout d'azote (gammagène) comme élément d'addition pour améliorer la ténacité du joint soudé et augmenter la résistance à la corrosion par le chlore. Cet ajout d'azote favorise le durcissement structural par un mécanisme de fine dispersion interstitielle, qui augmente la limite d'élasticité et la résistance à  la rupture sans dégrader la ténacité.
Les nuances les plus courantes sont (désignation EN 10088 puis AISI) :
- X2CrNiN 23-4 (1.4362), 2304 ;
- X3CrNiMoN 27-5-2 (1.4460), 7 Mo plus ;
- X2CrNiMoN 22-5-3 (1.4462), 2205 ;
- X2CrNiMoCuN 25-6-3 (1.4507), Ferralium 255 ;
- X2CrNiMoN 25-7-4 (1.4410), 2507 ;
- X2CrNiMoCuWN 25-7-4 (1.4501), Zeron 100.

## État de livraison
Les aciers duplex sont livrés à l'état hypertrempé depuis une température comprise entre 1 050  et   1 150 °C selon la composition de l'acier, domaine de température où coexiste la ferrite delta et l'austénite et de remise en solution des composés chimiques (carbures, nitrures, phase sigma).

## Particularité
L'insensibilité à la corrosion intergranulaire est due à la teneur forte en chrome et faible en carbone. Lors d'un maintien à haute température (>  700 °C), ils ont tendance à former des composés intermétalliques (FeCr en fine précipitation aux joints de grains appelé phase σ) et des composés chimiques comme des carbures et des nitrures, ce qui interdit leur emploi aux températures supérieures à 300 °C.

## Soudabilité
Les hautes températures atteintes et les vitesses de refroidissement élevées rencontrées avec les procédés de soudage traditionnels  auront tendance à geler les structures formées en métal fondu et en métal de base proche de la ligne de fusion. Un cycle thermique non contrôlé aura donc tendance à provoquer une transformation ferrite / austénite inachevée résultant en un taux ferrite plus élevé qu'il ne l'était dans le matériau de base à l'état de livraison. 
Les structures obtenues en zone affectée thermiquement (ZAT) et surtout en zone fondue (ZF) ont donc tendance à perdre les propriétés telles qu'obtenues à l'état de livraison. De plus, la ténacité sera d'autant plus faible que le taux de ferrite est important. 
Afin de conserver de bonnes propriétés mécaniques et de résistance à la corrosion dans le joint soudé :
- il est impératif de sélectionner le produit d'apport comportant les éléments gammagènes adéquats (favorisant la production d'austénite) y compris l'azote qui peut être ajouté au gaz de protection dans les procédés de soudage mettant en œuvre un gaz inerte (TIG, MIG, plasma, …) ;
- il est nécessaire de déterminer un compromis entre une énergie de soudage suffisamment élevée pour permettre un refroidissement nécessairement lent pour produire les 40 à 60 % de structure austénitique et aussi suffisamment basse pour éviter la formation de précipités comme les phases sigma (FeCr), carbures (Cr23C6) ou nitrures (Cr2N et CrN) ;
- la ferrite étant présente, il faut veiller à utiliser des produits d'apport à bas hydrogène pour éviter les problèmes de fissuration à froid et à bas carbone pour éviter la formation de carbures de chrome pouvant entraîner des problèmes de corrosion intergranulaire.

### Domaines d'applications
- Industrie de l'acide phosphorique et des engrais phosphatés, de l'acide sulfurique, de la cellulose et du papier, du textile.
- Industries pharmaceutiques et pétrochimiques.
- Installations de désulfuration des gaz de combustion.
- Installations refroidies avec de l'eau de mer ou de l'eau saumâtre.
- Industrie chimique.
- Installations de dessalement d'eau de mer.
- Construction off-shore.
- Industrie production de papiers et pâtes.
- Équipements anti-pollution.